# Mutesa II
Edward Mutesa II, född 19 november 1924, död 21 november 1969, var kung (kabaka) av Buganda och den förste presidenten i Uganda från 1963 till 1966.